# 马丁·阿尔巴卡·德·科尔特斯
马丁·阿尔巴卡·德·科尔特斯（英語：Martín Cortés de Albacar，1510年—1582年），文艺复兴时期欧洲著名的航海家与冒险家之一。16世纪时，他著有《航海术》（1551年出版）一书，其中有关于磁偏角的相关知识的介绍。